# 鍼灸

0.16mm径の鍼

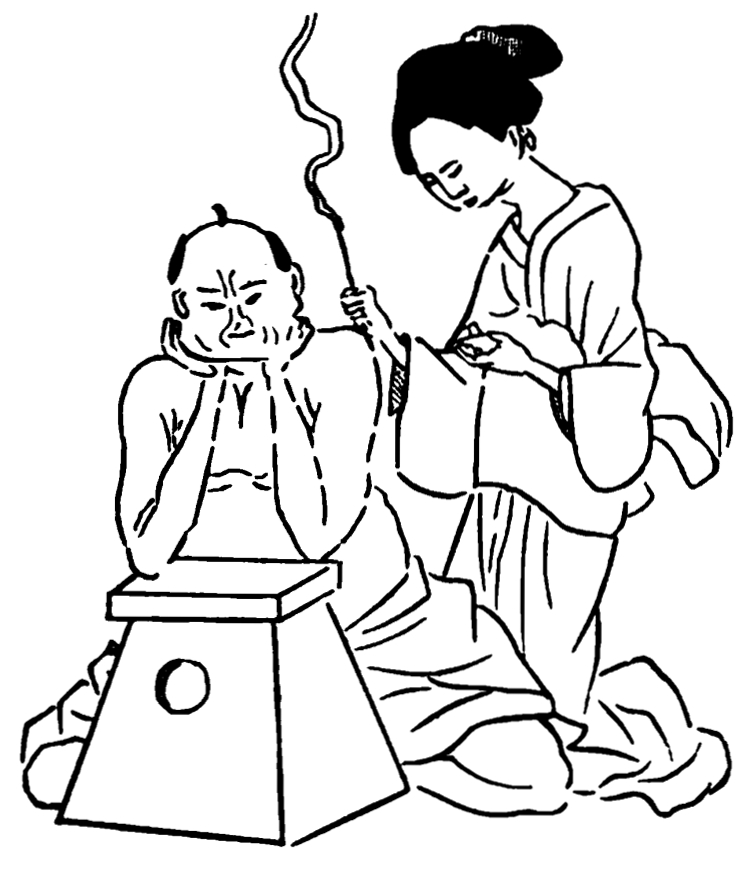
灸

鍼灸（しんきゅう）とは、身体に鍼や灸を用いた刺激を与えることで、多様な疾病への治療的な介入や健康増進を目的とする民間療法である。中国医学系伝統医学で用いられる治療法の一つで、補完・代替医療とみなされることもある。諸子百家の時代の文献に鍼灸治療が見られる。理論が体系化されたのは、戦国から後漢（B.C.5世紀〜A.D.3世紀）にかけてであり、最初の理論体系として後漢末(200年前後)に成立した『黄帝内経』（生理学ないし一般病理学についての『素問』と鍼灸理論が扱われた『霊枢』）と『黄帝八十八難経』（『難経』）がある。
身体へ加えたさまざまな物理刺激による治療的経験則の数世紀に亘る集積であり、これを技術論として構築した技法を「鍼灸」と呼ぶ。近世まで、生薬方と共に東アジア各国の主要な医療技術として発展した。特に17-19世紀の日本において鍼灸は独自の発展を遂げ、現在世界的に活用される鍼灸技法の基盤を形成した。日本では「医師」の他「はり師」「きゅう師」がこれを行える。20世紀後半よりは欧米においても有用な医療技術として認識されて活用されるようになり（英語ではAcupuncture and Moxibustionと訳される）、これを受ける形で、世界保健機関（WHO）は、1996年10月28日-11月1日にセルビアで“鍼に関する会議”を開催し、1999年には、鍼治療の基礎教育と安全性に関するガイドラインを提示した。
UNESCOは「伝統中国医学としての鍼灸」(Acupuncture and moxibustion of traditional Chinese medicine)を、2010年11月16日に無形文化遺産に指定した。

## 概要
中国を中心に東アジア各地で近代まで行なわれてきた医療の主流は、生薬を用いた「生薬方」と、物理療法である「鍼灸」である。診察手段が「体表観察」と「触診」のみしかなかった古代から近代にかけて、体表面からの病態診断法（「証」と呼ばれる病態の分類法）が発達し、それに対応する治療的技法として、生薬方と鍼灸を二本柱とする治療技法の体系が成立した。つまり鍼灸は東アジアにおける医療技法の片翼で、生薬方に対置するものである。
これら生薬方と鍼灸は、東アジア各国で地域に対応した発達をみたが、特に日本においては、江戸期に技法と技術体系の目覚しい発達が独自になされたことが知られる。すなわち、生薬方は「漢方」として日本独自のものとして発達し、鍼灸も「鍼管（ストロー状の外筒で中に細い鍼を入れるもの）」の発明による鍼の細径化とそれに伴う手技の変化と体系化が成し遂げられた。
日本においては、生薬方を用いる医師と鍼灸を用いる鍼灸医は、早い時代から分業化していたことが知られているが、分業が決定的になったのは江戸時代の盲人政策による。幕府の政策として「按摩」を盲人の専業として規定したところから、手技が連続する鍼灸も時を経ずして盲人の職業となっていった。これにより、日本においては、一般的な生薬を用いる医師（漢方医）と、盲人による鍼を用いる医師（鍼医）が医療の担い手となる。
盲人が鍼灸を担った歴史は世界の鍼灸を見渡しても例がなく、日本の鍼灸は非常に特異な経緯をたどったものと言える。先述の鍼管の発明や、技法の独自発達も、これら視覚の不自由な術者が技法を担ったことによりなされた側面が強く、江戸時代の盲人鍼灸医が果たした役割は非常に大きい。幕末から明治初期にかけての西欧医学の導入に際して、漢方医は比較的スムーズに西欧医に移行したが、鍼医もしくは鍼灸医については、当時の西欧医学には対応する技法もないため医療職からは除外され、「盲人の職業保護」との名目で、慰安業としての、はり・きゆう・按摩の資格と盲学校が残された。しかし、実際には、明治天皇はじめ鍼灸に信頼を寄せる人々も多く、鍼灸は現実には戦前までの国民医療の一端を担ってきたのが実情である。
戦後、それまで営業鑑札であったはりきゆうの免許が国家資格となり、幾度かの法改正を経て、現在では3年以上養成機関で学ぶことが、「はり師」と「きゅう師」の国家試験受験要件となっている。
なお、医師法との整合性については、あん摩マツサージ指圧師、はり師、きゆう師等に関する法律第一条により、鍼灸に関連する医業類似行為に関しては、医師による業務独占を部分解除する、という形で認められている。

## 歴史

### 中国大陸

#### 古代〜中古
春秋時代末から戦国時代には、「灸」はすでに用いられていたようで、「孟子」に灸治療に対する最古の記載がある。現存する医書として実際の鍼灸治療法が記載される最古のものとしては、馬王堆漢墓（前漢・B.C.168）出土の竹簡と帛書（はくしょ＝絹に書かれたもの）に、「足臂十一脈灸経」「陰陽十一脈灸経甲本」「脈法」「陰陽脈死候」「五十二病方」などと名付けられたものがあるが、これらは全て「灸」に基づいた治療法の書である。施灸点としての「経穴」や「経絡」という概念も登場しているが、これら経絡・経穴に対する「鍼」の適用法が確立したのは、後漢（~A.D.3世紀）の時代とされる。現在も活用される鍼灸の古典医書『黄帝内経（A.D.3世紀成立）』は、前述の出土医書群の直系とされているが、記述される内容は、完全に「鍼」が主体の体系にシフトしている。これは、前漢から後漢に至る2〜3世紀の間に、本来「灸」による物理療法として生まれた治療技術体系が、「砭石」（へんせき＝石のメスによる瀉血）療法などを包含し、より簡便な「鍼」による物理療法として発展したことを示すものと考えられている。「灸」で見出された体表面の治療に役立つ部位（経絡・経穴）は、「鍼」による刺激にも対応することが発見され、発展を見たわけである。その後「灸」療法が廃れたわけではなく、病態に対応した「灸」と「鍼」の使い分けがなされ、「鍼灸」として活用されてきた。『黄帝内経』の『素問』異法方宜論篇には、華北平野の北方より「灸」が、東方より「?石」が、南方より「九鍼＝鍼」が、西方より「生薬方」が起こり、中央の「導引（気功＝按摩・ストレッチ）」と合わさって、当時の医療技術を形成した伝説が記されている。その後これら鍼灸技法は、陰陽五行思想と融合し、独特の治療体系を形成していく。
この時代の鍼灸を担った著明な医家としては、史記列伝に名を残す『難経』の著者扁鵲や、三国時代「魏志」に登場する華佗、『鍼灸甲乙経』を編纂（へんさん）した皇甫謐などが居る。

#### 中世

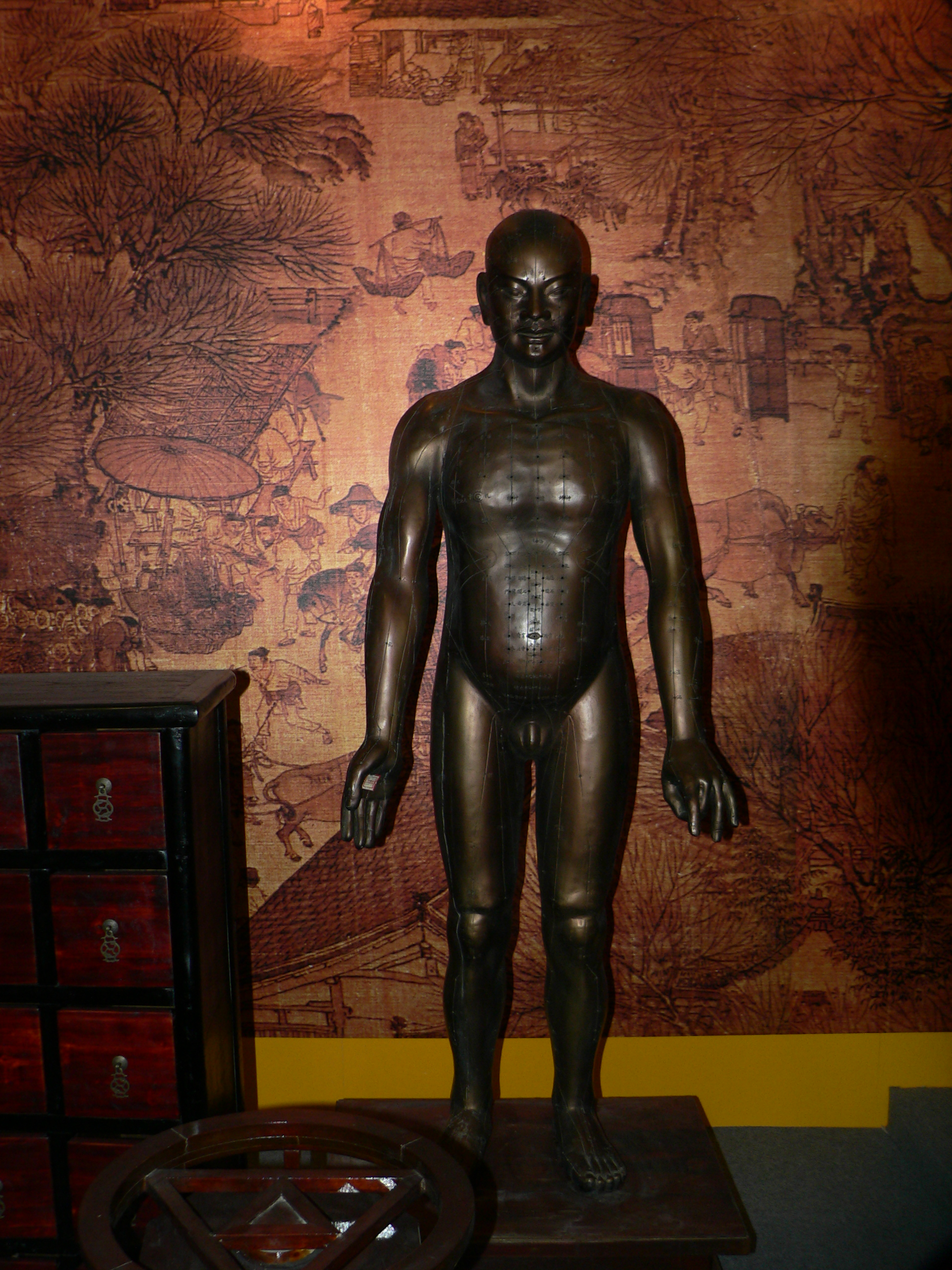
宋代大に作られた銅人。鍼の学習教材である

宋代から元代は医学全般の理論的な整理と内容の充実が図られ、後世金元医学と呼ばれる一つのエポックを形成した。金元医学の中心は主に湯液（生薬方）であり、ここに至り新たな薬方も多く登場した。これはやがて、江戸時代における日本の主流な医学の原型となっていくもので、古代から発展した煩雑な体表面の観察分類法（診断法）はやや簡便化され、実用的に整理されていた。これに対し、元の滑寿のように、「難経などの古い鍼灸書を捨てて、新しい湯液に走るのは薮医者である」『難経本義』とする批判もある。

#### 近代以降
1822年、清王朝は、「鍼灸の一法、由来すでに久し、然れども鍼をもって刺し火をもって灸するは、究ところ奉君の宜しき所にあらず、太医院鍼灸の一科は、永遠に停止となす。」と宮廷医院内の鍼灸科の廃止を宣言した。太医院（国の最高医療行政機関）のみのことだったのが広まり、それまで漢方薬と双璧だった鍼灸の地位は低下し、鍼灸はほとんど民間療法になっていた。西洋医学の流入と共に中国医学の衰退が始まり、西欧の植民地化が進む中で多くの文物が散逸し、実際の技術も喪失しつつあった。このような状況を受け、中華民国時代、袁世凱は中国医学の禁止を打ち出し、1925年に医学校での中国医学の教育を禁止、29年には第一次中央衛生委員会議にて中国医学の廃止案を批准した。これに対し全国的に反対活動を展開し、36年の中医条例で合法地位を獲得、37年には政府に中医委員会を設立させることに成功した。
当時日本では明治維新以降、西欧医学を導入して伝統医師の根絶策を進めたが、鍼灸だけは近代医学も教育した鍼灸師の形で存続し、科学研究も行われていた。鍼灸の伝統が途絶えていた中国は、日本に大きな刺激と影響を受けた。中華民国における中国医学廃止政策に際し、政府に対して反論に利用されたのが、江戸や明治後の伝統医学研究書である。真柳誠の調査では、日本の鍼灸書の中国版出版回数は1934年に8回、35年に21回、36年に83回と急増するが、そのブームは日中戦争によって終わった。また日本では、明治期になると伝統的な医学書は不要とされ、多くが清に流出したが、これには中国や朝鮮で出版された医学書も含まれていた。

#### 現代
日本の敗戦後、国民党と共産党の内戦を経て、勝利した中共は国威発揚のため、「西洋医師＝通常の医師」と対等の「中医師＝伝統医学の医師」を規定した。全国から「老中医」と呼ばれる伝統医師を招聘し、その玉石混交・多様な技法を、党の権力の元で統合・体系化したものであった。中医学は多様な中国医学の一つであるが、中国全土の生薬方や鍼灸技法の多様性を切り捨てて、簡便に体系化したという側面もある。中国医学の歴史は古いが、現在の中国で行われている中医学の歴史だけをみると、数十年と短い。また、中共がこの中医学を「作成」するにあたって、その原型とした文物や「老中医」の技法には、近代以後日本から逆輸出された日本の鍼灸研究の成果が多く反映されている。日中戦争以前の第一次日本伝統医学研究書ブームに続き、1949年からの中華人民共和国では、1966年の文化大革命までに、昭和の鍼灸書が新たに16種翻訳出版され、鍼灸を含めた第二次日本伝統医学書ブームが起きていた。中華民国時代から鍼灸の復興と教育啓蒙を行っていた中医師で、とくに精力的に活動した承淡庵（1899 - 1957）は、1934〜35年の訪日で東京高等鍼灸学校（呉竹学園）などを視察し、帰国後すぐに中国鍼灸医学専門学校を設立した。その門下が、1956年から各地に設立された中医学院で教鞭にあたり、60年に刊行された中医学院の第一版統一教材も編纂しているが、現代中医学の骨格はこの第一版教材で築かれている。このような歴史的経緯から、現在の日本と中国の鍼灸医学は、湯液（薬物療法）ほどの違いがない。
米中関係の緊張緩和を受けて共和党のニクソン米大統領が訪中した際、中医鍼灸による、鍼のみの鎮痛処置によって麻酔を用いず外科手術をしている風景がメディアに紹介されたことから、1970年代、世界的な鍼麻酔ブームが起きた。
鍼麻酔については、その痛覚閾値を大きく上昇させる効果自体は、機序も研究され明らかとなったが、実際に外科手術などにおける麻酔の手段として鍼麻酔を適用する場合、効果が個々の患者で大きく異なり、活用にはあまりにも不便であったため、その後省みられなくなった。
薬価がかからない鍼灸は、貧しい時代の中国においては非常に有用な医療技術であり、さまざまな疾病に対して鍼灸が活用されたが、これは、裕福な人々は現代医学に頼り、貧しい人々が中医学に頼る、という構図の出現でもあった。鍼灸研究においては、研究の基盤がないこともあり、戦前戦中に日本で行われた研究の跡をなぞるレベルから脱することはなく、現在に至っている。経済状態が好転した近年においては、中国国内での鍼灸への評価は多様化しているが、鍼灸のニーズが高まっている欧米（特に米国）志向の中医師が多くなっている。中国・韓国はWHOなどを舞台に、鍼灸を含む東アジア伝統医学に対して主導権獲得の姿勢が見受けられ、外交問題ともなっているが、これに対し日本の伝統医学会の国際社会への興味は比較的乏しい。
東アジア伝統医学の標準化は、中国主導で進みつつある。治療に用いる鍼は国によって形状が異なるが、2009年に国際標準化機構(ISO)で設置が承認されたTC249では、2010年の第1回全体会議 (北京) 以降、2013年までに4回の全体会議を開催された。この間鍼灸領域では、鍼灸鍼の国際規格作成をscopeとするWG3と鍼灸鍼以外の医療機器の規格作成に特化したWG4の2つが設置され、伝統医学領域の医療機器の国際規格策定が進められた。2014年には「滅菌済み単回使用毫鍼（Sterile acupuncture needles for single use）」規格が発行された。中国からは鍼そのものの品質や安全性だけでなく、鍼治療の安全性も規格化の対象にしようとの提案があったが、これに対しては是正するよう求める日本の主張が通ったようである。

### 日本

#### 前近代
日本では、鍼灸は遣隋使や遣唐使の伝来と共に本格的なテキストと技術の伝来がなされたと言われているが、日本書紀の允恭天皇記中にも鍼灸に関連する記述が見られ、民間レベルでの技術の伝播は、さらに時代を遡るものと考えられる。
いずれにしても、遣唐使による鍼灸技術の伝播は、単に技術面にとどまらず、医療制度としての鍼灸を日本に模倣させるものとなり、701年制定された大宝律令には、医療を司る中央官職として医博士、按摩博士と共に鍼博士が規定された。鍼博士である丹波康頼は、この時期の伝来医書を『医心方』という形で編纂し、現在までその内容が保存されている。医心方は、現在では失われたテキスト（佚書と呼ばれる）が多く含まれるもので、文献学的に大きな価値を有するものである。この時代の日本の鍼法についてであるが、外科的なものや特効穴治療が主体であったとする意見があるが、実際にこの時代の日本鍼灸の技法を総括するのは、現状では簡単ではない。現代日本で行われる鍼法は、後漢以前に成立した鍼灸の原典である黄帝内経に回帰した「金元医学」の鍼法（経脈（経絡）を意識した鍼法）が主体とされており、平安期に、大陸において広く活用された『千金方』や『外台秘要』など、云わば一般向けの「家庭の医学」的なテキストの影響下にある特効穴鍼法とは一見趣を異にするのは事実である。しかし、「難経」などに見える経脈主体の治療も、既に概要は後漢までには整頓され成立している体系であり、平安期におけるその影響を考察するには、まだ時を要するものと言われている。また、日本の平安朝における鍼法の主流が特効穴治療であったという証左も乏しく、この時代の日本鍼灸の実態については、未だ多くが不明と言ってよい。
豊臣秀吉による文禄・慶長の役（1592・1598年）の際に、朝鮮半島にあった朝鮮・中国の医学書が大量に日本に持ち込まれ、印刷技術も伝えられた。1592年に秀吉軍が略奪した書籍は、船数艘・数千巻ともいわれ、このため朝鮮半島に古い書籍はほとんど残されていない。印刷技術の伝播で医学書も出版されるようになった。
室町時代から江戸時代に入って日本鍼灸は大きく発展した。『鍼道秘訣集』の御薗夢分斎、打鍼術を発明した息子の御薗意斎、『素問諺解』、『難経本義諺解』、『十四経発揮和語抄』など、鍼灸古典に対する注釈が多数なされ、出版された。また、岡本一抱のように優れた臨床家も多数輩出され、日本における鍼灸は内容的に大きな伸展を遂げた。また、江戸期の臨床家でその後の日本鍼灸に巨大な影響を残したのが、杉山和一である。5代将軍徳川綱吉の時代、鍼刺入のために「外筒（鍼管－しんかん－）」を使用することを発明した杉山和一は、綱吉の治療に当たり、平癒の褒章として下町一つ目に屋敷を賜り、将軍家御医師の地位と、盲人の最高位（検校－けんぎょう）を賜った。また、驚くべきことに、私費を投じて全国40箇所以上に「鍼術教授所」を開設し、日本における鍼灸を、盲人の職掌として確立した。この幕府お墨付きの盲人教育とそのレベルの高さは、ヨーロッパの盲人教育の萌芽と比較しても100年以上早いもので、世界史的な壮挙とされる。いずれにせよ、この後日本においては、鍼灸を盲人が担うという、世界に類を見ない形態の技術伝承と技法の発展がなされることになる。
この杉山和一による「外筒（鍼管－しんかん－）」を用いる管鍼法は、現在では一般的技法として、日本の鍼灸の特色をなしている。また、盲人が鍼灸を担うようになったことで、一般的には刺入ポイントを「見て刺す」技法だった鍼灸が、「触って刺す」技法に変化したといわれ、技術論的な意義を持つ重要な転換点である。手先の器用な日本人のうちでも、盲人の指頭感覚は非常に鋭敏である。この鋭敏な感覚を用いて、体表面を「さわり」、刺入のポイントを類型分類し、技法を体系立てて来た江戸期の日本の鍼灸は、「経穴」という、効果の決まったポイントが体表面に元から存在するとする、古来一般的な鍼灸論に対し、「変化の起こっている部位」こそ「経穴」という治療ポイントになり得る、という視点を導入し、今日に続く鍼灸の科学的な解明に道を開いた。

#### 近代
明治時代になると、近代西洋文化の流入に伴い、明治政府が西洋医学の導入と共に漢方医学の排斥を進めた。鍼灸もその例に漏れず、明治時代から大正時代にかけて鍼灸は衰退をたどった。
大正期に入ると、日本の伝統的医学の復興が叫ばれ、鍼灸・漢方の医学的研究が帝大を中心とした国の研究機関で盛んに行われるようになった。大久保適斎は鍼灸刺激は交感神経を介して心臓に影響が及ぶということを提唱し、三浦謹之助は鍼治についての研究を行い、後藤道雄はヘッド帯を用いての治療を行った。長濱善夫と丸山昌郎は鍼の響きによるものと考えた。石川太刀雄は皮電点を、中谷義雄は良導点を、小野寺直助は圧診点を、成田夬助は撮診点を、藤田六朗は丘疹点を提唱した。また、芹澤勝助は鍼灸師として初めて医学博士を取得した。中山忠直は『漢方医学の新研究』の著書で鍼灸医師法を提案した。
また、鍼灸の技法自体に対する復興運動が昭和初期から起こりはじめた。「古典に還れ」と提唱した柳谷素霊とその元に集まった岡部素道、井上恵理、本間祥白、福島弘道などが所謂経絡治療として体系化した。これらは古典のうちでも特に「難経」を中心に据えた体系で、技法が微妙なため、大陸では古くに滅び去ったものといえる。他に著名な古典派の流派として、太極療法を考案した澤田健と弟子の代田文誌、江戸時代の本郷正豊著『鍼灸重宝記』の内容を治療法の核としていた八木下勝之助、小児はりの藤井秀二、皮内鍼の赤羽幸兵衛、『名家灸選釈義』を著し、深谷灸法を確立した深谷伊三郎、その弟子で『図説深谷灸法』を著した入江靖二、『灸治療概説』を著した根井養智、『鍼の道を尋ねて』の著者馬場白光などが著名であり、現在でも大きな影響力を持っている。
その後、日本は太平洋戦争に敗れ、進駐軍のいわゆる民主化施策が行われるや、鍼灸を「非科学的で医学的根拠がない」という理由から禁止しようとした。京都帝大教授（後・三重大学医学部長）の石川日出鶴丸を中心とした、全国の鍼灸師による鍼灸存続運動が展開されたのはこの時である。石川博士は、
1. 1940年代の基礎科学の現状では、体性感覚を介した治療的介入技法（鍼灸）の完全な解明など不可能であり、解明されていないことをもって鍼灸が科学的でないとする指摘は当たらないこと
2. 大日本帝国においては、国家の方針として伝統医学（鍼灸）の研究を国家の機関で行ってきており、これらの成果を推し進めることで、現代医学の発達に寄与すること甚大であること

を強く主張した。また当時、ほとんどの鍼灸師は盲人であり、敗戦直後の日本はこれらの雇用の代替策を準備できる状況ではなかったため、厚生省も按摩、鍼灸の存続に本腰を入れ、進駐軍衛生局に按摩、鍼灸の存続を認めさせた。これを受けて、昭和22年（1947年）12月20日、「あん摩、はり、きゅう、柔道整復等営業法」が公布される。

### 韓国
韓医学はその多くを中国医学に拠っているが、鍼灸学は中国・日本とも相当異なる制度・伝統を持って発展した。「一鍼二灸三薬」と言われるほど鍼灸が重んじられており、現在の韓国は世界唯一の鍼灸専門医制度を持っている。
日中韓では長い歴史の中で、漢文によって多くの医学書が書かれた。時代・国によって内容には顕著な違いがあるが、相互に医学書が伝えられ、渾然一体となって発展してきた。鍼灸書『神応経』のように、ひとつの書籍が明版→日本→李朝版→和刻版→中国活字版と伝承された例もある。

### ヨーロッパ
イタリアとドイツの国境にあるエッツタールで発見されたミイラ、アイスマンに施された刺青と彼の腰の状態から、中国で鍼灸が行われ始めるよりはるか昔のヨーロッパの青銅器時代にアルプス山脈の麓で経穴を使った治療が行われていたという考察があるが、これがその後どのような経緯を辿ったのかは判明していない。
12世紀ドイツの修道女ヒルデガルト・フォン・ビンゲン（1098-1179）は、瀉血、吸い玉療法などとともに、治療にマグワート（オウシュウヨモギ）を使った灸を用いていた。西洋の伝統的な体液病理説に基づき、悪い体液の排出をめざす治療である。
ヨーロッパ諸国は16世紀ごろから東アジアに進出し、中国大陸と朝鮮半島にあった国が反発の姿勢を見せる一方で、日本は鎖国以降も一定の交流を保ち続けた。医学史を研究するヴォルフガング・ミヒェルは、19世紀初頭まで「東洋医学」に関する情報の大半は中国大陸からではなく、長崎のオランダ商館を通じてヨーロッパに伝わり、中国大陸の伝統医学のほか、日本独特の管鍼法、打鍼法なども日中共有の治療法として紹介されたと述べている。
ヨーロッパにおける鍼と灸の受容は基本的に別々に進められた。灸は16世紀に「火のボタン」として紹介され、1675年に刊行されたバタビアの牧師の著書により、足痛風の治療薬 Moxa（もぐさ）として注目され本格的に議論されるようになった。ケンペルが持ち帰った「灸所鑑」とその詳細な説明でさらに関心が高まり、古代ギリシャやエジプトにも類似の治療法があったことから、医術としての灸は比較的好意的に受け入れられた。
鍼に関する最古の記述は日本とポルトガルの交流時代に遡り、出島商館医テン・ライネが1682年に発表した論文集からヨーロッパでの専門家による議論が行われるようになった。テン・ライネは鍼を「acupunctura」と名づけ、出島のオランダ語通訳に説明を受けた資料を紹介したが、「気」、「経絡」、「陰陽」などの概念の理解は困難であり、読者を困惑させた。その後商館医ケンペルが疝気を「疝痛」（colica）と解釈し、その治療法を詳細に記した。ヴォルフガング・ミヒェルは、ヨーロッパ医学界で「日本人と清国人は、胃腸に溜ったガスを抜くために腹部に針を刺す」という誤った解釈が広まり、18世紀末までは来日したヨーロッパ人医師達・一般人も、鍼の有効性を疑問視していたと述べている。
現代のヨーロッパやオーストアリアでは、代替医療として中医学(現代中国の中国医学)が受容されている。

## 日本における鍼灸
日本における鍼灸技法の独自性については、①「鍼管」の発明により、より細径の鍼の刺入を可能とし、より軽微な刺激による技法体系に再構築したことと、②江戸期に盲人が技法を担ったことで、大陸で生まれた「見て刺す」鍼灸を「触って刺す」鍼灸に進化させたことの二点に要約できる。手先の鋭敏な日本人が、多様な体表面の反応や変化を捉え、治療に使用できる反応や変化を技術論として再編成したのが日本の鍼灸である。
これは、現在WHOを中心になされている鍼灸の治療点（経穴）をめぐる議論に、一つの重要な指針を示すものと言える。大陸系の鍼灸（中医学）では現在でも「経穴-ツボ-」を、古来伝わる「身体表面の特別な座標」と捉える過ちに陥っているが、これこそ「見て刺す」技術体系の限界であり、それ以上の発展性や他の医療技術との効果的なリンクは望めない。鍼灸が汎用的な医療技術として発展するためには、治療に使用できる刺鍼部位はどのような変化を起こしている点であるのかについて、理論的に整理していくことが重要である。このためには、身体表面の変化を捉えて刺鍼部位を選定する、日本の「触って刺す」鍼灸こそ、行き詰った東洋医学研究のブレークスルーとなると言われている。
鍼灸に関る文献は、日本には、古代〜中世にかけて輸入されたが、江戸時代に至り、高度な校勘（こうかん）技術の発展と相まって、中国を含む東アジア各国に、膨大な数の鍼灸書籍や、新たな技術論を逆輸出している。生薬法である漢方についても事情は同様であると言える。維新後の医制の洋式化では、鍼灸・漢方は医療制度上の不遇を囲ったが、民間をはじめ官界でも支持者は多く、帝大医学部においても、世界に先駆けて科学的な鍼灸・漢方研究の萌芽が見られた。このムーブメントは皇漢医学 ― つまり漢代の中国に生まれ、皇国において発達した医学 ― と呼ばれ、中国の中医学を含む現代鍼灸・生薬方のルーツとなっている。
昭和に入り、皇漢医学のムーブメントは、数次の医療法規改正を成し遂げ、昭和19年には帝国議会で「鍼灸医師法」の成立を見るまでに盛り上がったが、敗戦とアメリカの占領政策に伴う医療制度改定により、鍼灸・漢方は再度壊滅状態となり、若干の復旧を経て現在に至る。現状における一般的な見解は、多様な経験則が技術論として体系化された鍼灸技法の全貌解明には、未だ多くの検討が必要、とするものである。

### 資格制度の変遷
- 明治44年（1911年）：内務省令「按摩術、鍼術灸術営業取締規則」制定。
- 大正9年（1920年）：フランスから入ってきたマッサージ術と柔道整復術が按摩営業取締規則の附則に入る。
- 昭和20年（1945年）：敗戦。GHQ（進駐軍）のPHW（進駐軍衛生部）により医業以外の治療行為を全て禁止するように勧告がなされる（いわゆるマッカーサー旋風）。
- 昭和22年12月（1947年）：「あん摩、はり、きゅう、柔道整復等営業法」が成立。これにより按摩・鍼灸・柔道整復の免許は、明治以来の営業鑑札（鍼術・灸術営業者）から、国家資格の身分免許となる（※ただし、営業免許ではない（国家資格の身分免許）であることを明確にさせた方が良いと、昭和26年4月に「あん摩師、はり師、きゆう師及び柔道整復師法」に名称変更される）。
- 昭和30年（1955年）：「あん摩師、はり師、きゆう師及び柔道整復師法」の「あん摩」が、「あん摩（マッサージ、指圧を含む）」と変更。
- 昭和53年（1978年）：鍼灸を専攻する初の3年制短期大学設置（明治鍼灸短期大学）。
- 昭和58年（1983年）：鍼灸を専攻する初の4年制大学設置（明治鍼灸大学）。（明治鍼灸短期大学が大学に昇格したもの）
- 昭和62年（1987年）：国立初の鍼灸学科を擁する3年制短期大学設置（筑波技術短期大学・鍼灸学科）。
- 昭和63年（1988年）：「あん摩マツサージ指圧師、はり師、きゆう師等に関する法律」の改正により、あん摩マッサージ指圧師、はり師、きゅう師及び柔道整復師に関わる試験の実施と登録事務が、都道府県知事から厚生大臣に変更（平成4年10月施行）。
- 平成3年（1991年）：鍼灸関連の大学院修士課程が初めて設置（明治鍼灸大学）。
- 平成6年（1994年）：鍼灸関連の大学院博士課程が初めて設置（明治鍼灸大学）。
- 平成16年（2004年）：国立初の鍼灸学科を擁する4年制大学設置（筑波技術大学・鍼灸学科）。（筑波技術短期大学が大学に昇格したもの）

### 資格制度の現状
現在、医師以外の者が鍼を行うためには「はり師」、灸を行うには「きゆう師」の国家資格が必要である。鍼灸養成施設（鍼灸専門学校・視覚特別支援学校理療科・大学鍼灸科）で単位を取得することで、この二種類の免許を受験できる。一部の古参の私立専門学校には、「本科」として「はり師」「きゆう師」に加えて「あん摩マッサージ指圧師」の免許も加えた三種類の免許を受験できる課程が置かれているが、定員数が少なく現在でも10倍程度の入学倍率がある。多くの私立専門学校卒業者および全ての私立大学鍼灸科卒業者は、はり師、きゆう師二種のみを取得できる。
「あん摩マッサージ指圧師」免許については、この取得を専門とする課程（あんま、マッサージ、指圧専門学校および視覚特別支援学校保健理療科）が存在する。視覚特別支援学校保健理療科は一般的な盲学校課程である。つまり、ほとんどの視覚障害者は「あん摩マッサージ指圧師」免許を取得する。しかしながら、晴眼者が「あん摩マッサージ指圧師」免許を取得するためには、前掲の古参の専門学校「本科」に入学するか、「あん摩マッサージ指圧師専門学校」に入学しなければならないため、晴眼者の「はり師・きゆう師・あん摩マッサージ指圧師」三種免許者（三療師）は非常に少ない。
「あはき法」を厳密に適用する場合、はり師、きゆう師のみの資格でマッサージ業を行うことは、無免許整体師や柔道整復師がマッサージを行うのと同様の違法行為となる。しかしながら、鍼灸施術には施術領野に対するあんま的手技が必須のものでもあり、実際には「はり師」「きゆう師」のみの免許者があんま的手技を行っており、現状を反映した法制度の改善が求められている。
また鍼灸免許者は、歴史的に戦後のある時期まではほとんどが視覚障害者（盲学校出身者）であったが、現在では全国的な視覚障害者の減少（盲学校入学者の激減）と相まって、晴眼者（非視覚障害者）の免許者が圧倒的に増加している。鍼灸師養成施設についても、近年の規制緩和以前までは、鍼灸按摩養成機関の新規認可は非常に難しく、国家試験受験者数が適正に制限されていたが、規制緩和以後、インフラに金がかからない鍼灸学校の「無秩序な」新設が相次ぎ、年度毎の卒業者数は以前（平成10年）の数倍に膨れ上がっており、需給関係は完全に崩壊している。
このなかで、あん摩マッサージ指圧師（あまし師）の養成学校のみは、視覚障害者職域保護のためとして新設校の認可がなされず、辛うじて適正な免許者の数が保たれているが、前述のように「あん摩マッサージ指圧師」の免許自体が有名無実化しており、鍼灸按摩の資格者数の適正化には、現在全く目処が立っていない。

### 公的医療保険による療養費の支給
鍼灸診療の公的医療保険適用は、「療養費」（鍼灸院など、保険医療機関以外の医療機関で医療行為を受けた場合の保険給付）として認められるものである。このため、保険医療機関内では、点数化された「療養の給付」としての保険請求はできず、多くのケースで実費診療となる。このため、混合診療との批判に当たらないよう、対応が必要である。
鍼灸療養費が公的医療保険によって支給されるのは、主として以下のような慢性的な疼痛を主症とする疾患である。ただし、あらかじめ医師の発行した同意書又は診断書が必要である
。
- 神経痛
- リウマチ
- 頸(けい)腕(わん)症候群
- 五十肩
- 腰痛症
- 頸(けい)椎(つい)捻挫後遺症

なお、平成31年1月より鍼灸でも柔道整復と同様に受領委任が認められることとなった。

#### 鍼灸師マッサージ師差別国家賠償等請求事件
2000年、全国保険鍼灸師マッサージ師連合会は健康保険の療養費について、柔道整復師に認められている受領委任払いが、鍼灸マッサージに認められていないのは差別であるとして国家賠償請求を起こした。千葉地裁は棄却判決を出し、原告は控訴。東京高裁は棄却判決を出した。
判決では「療養費支給は制度自体が例外的なものであり積極的に容認されるものではない」「柔道整復師に認められているという点だけでは要件たり得ない」「現在も柔道整復師に認める点は疑問がないわけではないが、歴史的事情もあり合理性がないとは言い切れない」と判断された。

#### 裁判、事故事例
大阪府池田市の「メイプル鍼灸整骨院」で女性患者が無免許の施術者にはり治療を受けた直後に死亡した事件について、大阪地裁（増田耕児裁判長）は2010年12月7日「施術によって気胸が発症したと認められ、死亡との因果関係は明らか」として同院元副院長、男性被告（当時27）に対し、懲役3年、執行猶予5年、罰金50万円（求刑懲役3年、罰金50万円）の有罪判決を言い渡した。
鍼灸学校の入学試験に合格し入学手続を出したが、入学を辞退し在学契約を解除したとして、入学金、授業料等の返還を求めた裁判最高裁平成18年12月22日]。